# Северіно Россо
Северіно Россо (італ. Severino Rosso, 13 грудня 1898, Верчеллі — 1976) — італійський футболіст, що грав на позиції півзахисника. Також був футбольним тренером.
Учасник Олімпійських ігор 1924 року у складі національної збірної Італії.

## Клубна кар'єра
У дорослому футболі дебютував 1920 року виступами за команду «Леньяно», в якій провів три сезони, взявши участь у 30 матчах чемпіонату.
Своєю грою за цю команду привернув увагу представників тренерського штабу клубу «Про Верчеллі», до складу якого приєднався 1923 року. Відіграв за команду з міста Верчеллі наступні три сезони своєї ігрової кар'єри.
Згодом з 1927 по 1932 рік грав у складі команд «Фоджа», «Барі» та «Галліате».
Завершив ігрову кар'єру у команді «Саронно», за яку виступав протягом 1932—1933 років.

## Виступи за збірну
1924 року провів свою єдину гру у складі національної збірної Італії. Того ж року був включений до заявки національної команди для участі у футбольному турнірі на Олімпійських іграх 1924 року у Парижі, де, утім, на поле не виходив.

## Кар'єра тренера
Граючи за «Фоджу» протягом 1927—1929 років, поєднував виступи на футбольному полі з виконанням тренерських функцій.
| Дата       | Місто    | Господарі | Результат | Гості  | Турнір           | Голи | Примітки |
| ---------- | -------- | --------- | --------- | ------ | ---------------- | ---- | -------- |
| 06/04/1924 | Будапешт | Угорщина  | 7 – 1     | Італія | товариський матч | -    |          |
| Усього     |          | Матчів    | 1         |        | Голів            | 0    |          |